# カラウィット島
カラウィット島(英語: Calauit Island)はフィリピンのパラワン島東北部のカラミアン諸島に存在する島。ブスアンガ島の北西に隣接しており川で隔てられている。
パラワン州ブスアンガに属している。
1970年代に絶滅から保護するためにアフリカから野生生物が輸入された。輸入された動物には20頭のキリン、10数頭のシマウマやレイヨウなどがいた。当時のフィリピン大統領フェルディナンド・マルコスは地元の人々に他所への移住を命令した後に、ケニアのサバンナに似た土地になるように竹林を伐採するように命じた。1977年に島全体が自然保護区となり、禁猟となっており、現在は観光客向けのカラウィット・サファリパークとして知られる。現在でもアフリカ由来の動物が島周辺を闊歩しており、数は増加している。